# 阿卜杜拉·沙希德
阿卜杜拉·沙希德（1962年5月26日—）是馬爾代夫政治家及外交官，現任馬爾代夫外交部長，联合国大会主席，也是第一位成為大會主席的馬爾代夫人。

## 早年生活和教育
沙希德於1984年加入馬爾代夫外交部，然後於1987年在坎培拉大學獲得政治學學士學位。1990年至1994年間，他為總統穆蒙·阿卜杜勒·蓋約姆的顧問委員會成員。

## 政治生涯
沙希德在2009年至2014年擔任第十七任馬爾代夫人民議會議長，並於2007年8月23日至2008年11月11日期間擔任該國的外交部長。
2013年4月15日，沙希德辭去馬爾代夫人民黨的職務，隨後轉而加入馬爾代夫民主黨。
2021年6月7日，他獲得了四分之三的壓倒性多數票當選聯合國大會第76任主席，共143票贊成，48票反對，沒有棄權或無效票。他是第一位成為大會主席的馬爾代夫人。